# Snadné je žít
Snadné je žít (2001) je debutové album skupiny Mig 21. Obsahuje celkem třináct skladeb, jejichž délka dosahuje úhrnem 44:04 minut. V roce 2020 pak album vyšlo na gramofonové desce (LP).

## Obsah alba
Na albu jsou nahrány tyto písně:
1. „Snadné je žít“
2. „Skejt“
3. „Slepic pírka“
4. „Člun“
5. „Věrka“
6. „Vyhodili mě z kapely“
7. „Jaro léto podzim zima“
8. „Tralalalala“
9. „Bárbekjů“
10. „V dnešním světě kompjůtrů“
11. „Budapešť“
12. „Twist“
13. „Žlutý dvojplošník“